# De Havilland Goblin

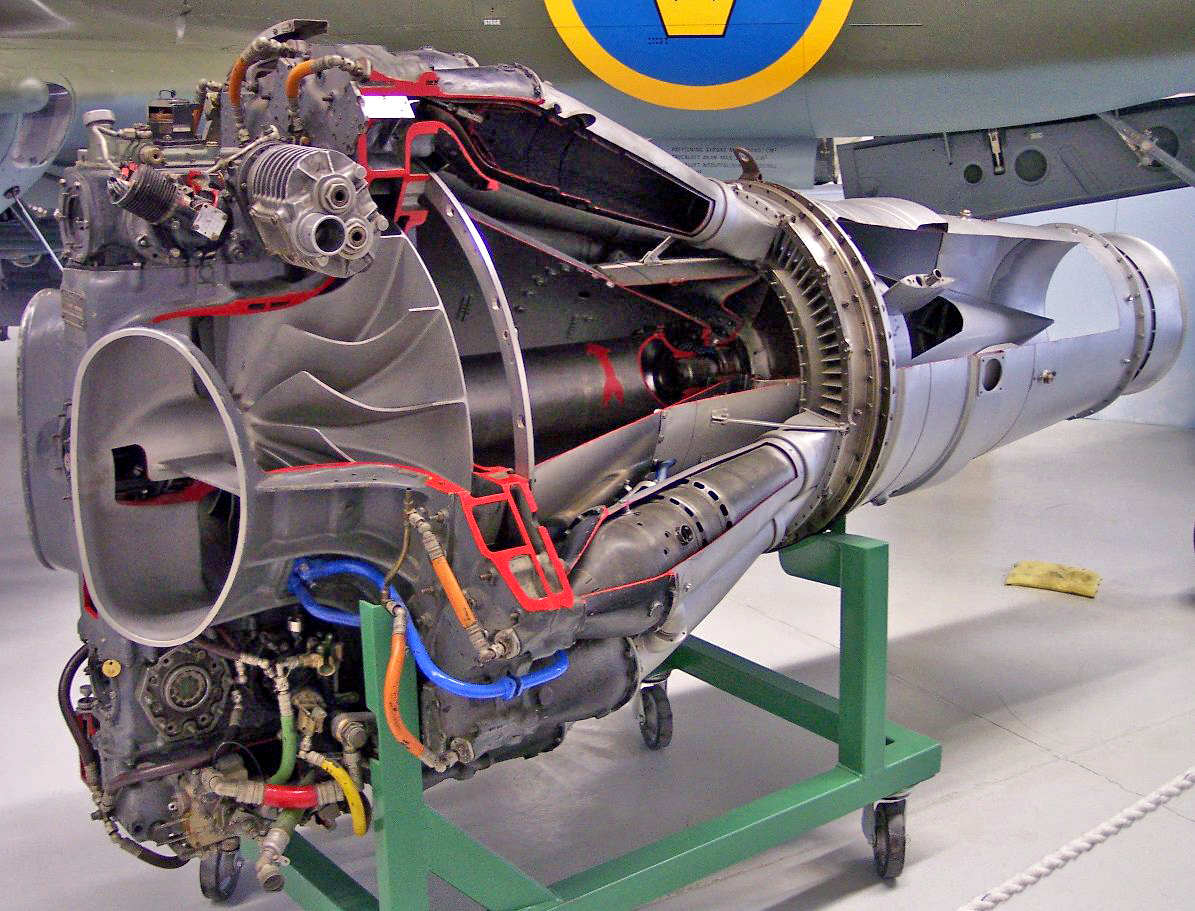
Un Goblin II di produzione Rolls-Royce Limited parzialmente sezionato in esposizione al Flygvapenmuseum di Malmen, vicino Linköping (Svezia)

Il de Havilland Goblin, precedentemente Halford H.1, era un motore aeronautico turbogetto progettato dall'ingegnere Frank Halford e prodotto inizialmente dall'azienda britannica de Havilland Engine Company.
Il Goblin è stato tra i primi motori a getto equipaggiato su alcuni famosi aerei nella seconda guerra mondiale tra cui il de Havilland DH.100 Vampire.
La caratteristica fondamentale è che questo propulsore, costituito da un impianto a turbina a gas, possiede un compressore radiale centrifugo. Quest'ultimo risultava molto ingombrante ed è stato successivamente, su altri aerei (fino a quelli moderni) sostituito con compressori assiali più lunghi ma meno ingombranti. Era comunque all'epoca un motore molto all'avanguardia dato che i precedenti propulsori utilizzati su aerei da guerra montavano solo motori alternativi volumetrici.
Successivamente venne prodotto dalla Rolls-Royce Limited con la denominazione Rolls-Royce Goblin.

## Versioni
- Halford H.1: prototipo da 2 300 lbf (10,2 kN) di spinta
- H.1/Goblin I: modello di serie da 2 700 lbf (12,0 kN)
- Goblin II: 3 100 lbf (13,8 kN)
- Goblin 3: 3 350 lbf (14,9 kN)
- Goblin 35: 3 500 lbf (15,6 kN)
- Goblin 4: 3 750 lbf (16,7 kN)

## Velivoli utilizzatori
Italia
- Fiat G.80

 Regno Unito
- de Havilland DH.100 Vampire
- de Havilland DH.108 Swallow
- Gloster Meteor

 Svezia
- Saab 21R

 Stati Uniti
- Curtiss XF15C-1 (prototipo)
- Lockheed XP-80 (prototipo)